# Pandemia de gripe A (H1N1) de 2009 en Mérida (Venezuela)

## Brote
El día 8 de junio de 2009, se registra el primer caso de la gripe A (H1N1) en la entidad. Corresponde a un niño de nueve años de la ciudad de El Vigía quien regresaba de un viaje a la ciudad colombiana de Cúcuta y que presentó los síntomas.
El 18 de junio, se registra el segundo caso correspondiente a un estudiante de Arquitectura de la Universidad de Los Andes, residente en el municipio Libertador, de la capital merideña quien había viajado a un evento académico en el oriente del país donde contrajo el virus.
La primera muerte confirmada en la entidad corresponde a un hombre de 33 años de edad quien falleció el día 29 de julio. La víctima había ingresado al Hospital Universitario de Los Andes el día 19 de julio procedente de Santa Bárbara del Zulia con síntomas agudos de infección respiratoria. 